# Julius Braden
Julius Braden (* 27. Juni 1829 in Büdesheim; † 7. September 1901 in Friedberg) war Kreisrat des Kreises Friedberg im Großherzogtum Hessen.

## Familie
Seine Eltern waren Jakob Braden II., Gutsbesitzer in Büdesheim, und Maria Sophie (* 1802), geborene Riffel.
Julius Braden heiratete 1861 Katharina Maria Antonetta Brun.

## Karriere
Ab 1847 studierte Julius Braden Rechtswissenschaft an der Universität Gießen. Das Studium schloss er 1850 mit der Promotion zum Dr. jur. ab und begann noch 1850 eine Laufbahn in der Verwaltung des Großherzogtums als Regierungsakzessist. 1863 wurde er Assessor beim Kreis Oppenheim und wechselte 1871 in gleicher Funktion zum Kreis Mainz. Eng mit der Kreisverwaltung in Mainz verbunden war die Direktion der Provinz Rheinhessen, deren Mitglied er ebenfalls 1871 wurde. 1874 wurde er zum Regierungsrat befördert. 1877 erhielt er die Stelle des Kreisrates des Kreises Friedberg. Am 4. September 1901 wurde er in den Ruhestand versetzt und verstarb nur drei Tage später.

## Ehrungen
- 1877: Preußischer Roter Adlerorden III. Klasse[1]
- 1881: Ritterkreuz I. Klasse des Verdienstordens Philipps des Großmütigen[1]
- 1883: Preußischer Kronenorden III. Klasse[1]
- 1893: Geheimer Regierungsrat[1]
- 1897: Krone zum Ritterkreuz I. Klasse des Verdienstordens Philipps des Großmütigen[1]
- 1900: Komturkreuz II. Klasse des Verdienstordens Philipps des Großmütigen aus Anlass des 50-jährigen Dienstjubiläums[1]